# Cypress (Kalifornia)
Cypress – miasto w Stanach Zjednoczonych, w stanie Kalifornia, w hrabstwie Orange. Według spisu ludności przeprowadzonego przez United States Census Bureau, w roku 2010 miasto Cypress miało 47 802 mieszkańców.